# Clusia ramosa
Clusia ramosa är en tvåhjärtbladig växtart som beskrevs av Henry Hurd Rusby. Clusia ramosa ingår i släktet Clusia och familjen Clusiaceae. Inga underarter finns listade i Catalogue of Life.